# Distrito de Chumpi
El distrito de Chumpi es uno de los ocho distritos que conforman la provincia de Parinacochas, ubicada en el departamento de Ayacucho, en el Perú.

## Historia
El distrito fue creado en los primeros años de la República. Su capital es el centro poblado de Chumpi. En muchos documentos desde su creación es considerada bajo el título de Villa de Chumpi, denominación que data desde la época de los españoles.

## División administrativa

### Centros poblados
- Urbanos
  - Chumpi, con 1 261 hab.
  - Acos, con 375 hab.
  - Carhuanilla, con 393 hab.
- Rurales
  - Pinahua, con 255 hab.

### Anexos
Acos 
Carhuanilla
Pinahua
Bellavista
Saramarca
Tucsa

### Caseríos
- Atococha
- Matoyocc
- Ccochapata
- Ccochapampa
- Cchacchuy
- Vizcachani
- Breapampa

## Autoridades

### Alcaldes
- 2023 - 2026[1]
  - Alcalde: RICHARD ELIAS NEIRA TAYPE, de ANDE.
  - Regidores:

## Festividades
- Julio: Virgen del Carmendel 12 -19
- julio: Apóstol san Santiago de Acos del 22 - 27
- Septiembre: san Antonio de Padua y Virgen de Asunción del 03 - 08